# Derwan
Derwan war Anfang des 7. Jahrhunderts ein früher Fürst des nordwestslawischen Stammes der Sorben, dessen Historizität allerdings von manchen bestritten wird.
Er ist der nur in der Fredegarchronik erwähnte erste namentlich bekannte Herrscher der Nordwestslawen. Dort heißt es: „Dervanus dux gente Surborum, quae ex genere Sclavinorum erant“. Über „Dervanus“ berichtet der Verfasser zu den Ereignissen der Jahre 631/632 im Zusammenhang mit Samo, der zugleich der erste namentlich genannte slawische Herrscher ist. Auch über ihn berichtet wiederum nur Fredegar. Seit langem soll er demnach mit seinen Leuten dem Frankenreich untertan gewesen sein, doch nun unterstellte er sich mit den Seinen Samo („ad regnum Francorum iam olem aspecserant, se ad ad regnum Samonem cum suis tradedit“). Aus den Angaben Fredegars kann im Weiteren geschlossen werden, dass die Sorben zwischen Saale und Elbe siedelten. Damit ist dies gleichzeitig der erste schriftliche Beleg für die Anwesenheit von Slawen nördlich des Erzgebirges.
Nachdem in den Jahren 529 bis 534 das thüringische Reich von den Franken unter möglicher Beteiligung der Sachsen zerstört worden war, hatten die Sorben ihren Wohnsitz von den Sachsen auf einem friedlichen Weg erlangt, indem sie diesen dafür eine jährliche Pacht zahlten. Als jedoch um 561 die östlichen Sachsen ihre Heimat in Richtung Italien verließen, nahmen die Franken das von ihnen verlassene Gebiet in Besitz und wurden so auch Herren des sorbischen Gebietes. Eine andere Quelle besagt, die Sorben wären diesen schon früher untertan gewesen. Demnach wäre das Land zwischen Elbe und Saale schon 531/534 nach dem Ende des Thüringerreiches zum Einflussgebiet der Franken geworden.
571 fielen Awaren in Thüringen ein und machten sich so die Sorben und bald darauf auch die übrigen Slawen westlich der Oder untertan. Die neuen Grundherren bedrückten die Einwohner dort so sehr, dass es diesen unerträglich wurde und so lehnten sich 628 die Sorben zusammen mit den Böhmen gegen sie auf – die Böhmen unter der Führung von Samo und die Sorben, die nach Fredegar östlich der Saale siedelten, unter Derwan. Gemeinsam erkämpften sie sich die Unabhängigkeit von den Awaren.
Danach erhoben aber die Franken wieder ihren Anspruch auf das Gebiet. Deshalb kam es 630 zu einem Krieg zwischen dem Frankenkönig Dagobert I. und Samo, dem König der böhmischen Slawen, in welchem Samo erneut die Unabhängigkeit seines Reiches erstritt. Als der merowingische König Dagobert in der Schlacht bei Wogastisburg eine Niederlage gegen Samo erlitt, kündigten dadurch ermutigt auch die Sorben unter Derwan den Franken den Gehorsam auf. Weil sie sich diesem alleine nicht gewachsen fühlten, traten sie in einen Lehensverband mit den Böhmen, wonach es zum verlustreichen fränkisch-sorbischen Krieg kam.
Derwans Todesjahr ist nicht bekannt – man weiß nur, dass im Jahr 640 zwei Söhne eines verstorbenen Sorbenfürsten um dessen Nachfolge kämpften.
Denkbar ist, dass Derwan auf dem Derwigsberg zwischen Weira und Quaschwitz in Thüringen siedelte.